# Sítios arqueológicos de Araraquara
Em Araraquara, interior do estado de São Paulo, encontram-se rastros de pegadas fossilizadas de dinossauros e outros seres pré-históricos de aproximadamente 145 milhões de anos atrás. Os mesmos podem ser achados em calçadas ao longo da cidade, vale ressaltar que, em menor quantidade, eles também se encontram nas paredes da catedral cidade vizinha chamada São Carlos, devido à extração de pedreiras da região do Ouro no século XIX. Os icnofósseis passaram a ser conhecidos e registrados graças ao padre e em 2008 a Prefeitura de Araraquara instalou algumas lajes com os icnofósseis ao longo da Rua dos Voluntários da Pátria com placas explicativas nelas contidos, criando o Museu a Céu Aberto.

## O Padre
O padre e paleontólogo Giuseppe Leonardi é doutor pela Universidade La Sapienza em Roma, naturalizado brasileiro viveu no país de 1974 a 1989, sua especialidade são Icnofósseis, Vestígio fóssil ou ainda pegadas fósseis de tetrápodes; comportamento e sociologia dos dinossauros; pterossauros (pterodátilos) e cervos fósseis. Ele foi o grande responsável pela descoberta e reconhecimento do que hoje é chamado de Museu a céu aberto em Araraquara, devido a esta façanha ele possui uma sala em homenagem ao seu nome no Museu de Arqueologia e Paleontologia de Araraquara (MAPA) e um título de cidadão araraquarense.

## História
Em 1976 Giuseppe foi obrigado a parar sua viagem pelo interior paulista por conta de uma dor de dente fez com que ele precisasse visitar um dentista na cidade de Araraquara. Ao pisar nas pedras das calçadas da cidade ficou extremamente empolgado quando reparou que ali haviam pegadas de répteis que habitavam a região há 145 milhões de anos atrás. Sabendo da importância dessa descoberta comunicou a prefeitura, porém foi ignorado pelo prefeito; sendo assim, esperou até que todos da cidade estivessem comemorando o carnaval para pegar uma das pedras escondida e levá-la para análise no Departamento Nacional da Produção Mineral, no Rio de Janeiro, que a mantém guardada até hoje.

## Sítios
Existem pegadas e rastros por toda a cidade, entretanto atualmente conta-se com 5 sítios que possuem informações dos animais que causaram esses registros, dentre eles se encontram: dinossauros herbívoros e carnívoros, além de mamíferos, rastros de coleópteros entre outros.
Sítio 1: R. Voluntários da Pátria, 1219 - Araraquara - SP - 14801-320
https://goo.gl/maps/omT91LrQTQU7zZ4i9
Sítio 2: R. Voluntários da Pátria, 1317 - Araraquara - SP - 14801-320
https://goo.gl/maps/r7xNQGnRWTkRTqjQ9
Sítio 3: R. Voluntários da Pátria, 1450 - Araraquara - SP - 14801-320
https://goo.gl/maps/Gtq6QYrTdpwU5dkA7
Sítio 4: R. Voluntários da Pátria, 1545 - Araraquara - SP - 14801-320
https://goo.gl/maps/ksWV6y9KQzihyoD77
Sítio 5: R. Voluntários da Pátria, 1769 - Araraquara - SP - 14801-320
https://goo.gl/maps/bAJEC6p1xqmEBzDS8

### Formação dos Sítios
Há milhares de anos, vários dinossauros e outros animais pré-históricos andavam pela região de Araraquara em busca dos pequenos lagos, parecidos com os oásis, e conforme andavam, iam deixando suas pegadas na areia molhada. Com o passar de milhares de anos, um processo de cimentação (endurecimento do solo) começou a ocorrer, a areia úmida começou a se transformar em arenito, solidificando as pegadas deixadas pelos animais que habitavam essa região. Após o extermínio dos dinossauros, a região passou pelo maior evento magmático da Terra, sendo assim, o arenito foi coberto pela lava e se transformou em basalto que foram usadas para construir as calçadas da cidade de Araraquara.